# Krasnyj Pachar (sielsowiet kalinowski)
Krasnyj Pachar (ros. Красный Пахарь) – osiedle typu wiejskiego w zachodniej Rosji, w sielsowiecie kalinowskim rejonu chomutowskiego w obwodzie kurskim.

## Geografia
Miejscowość położona jest 13 km od centrum administracyjnego sielsowietu kalinowskiego (Kalinowka), 16 km od centrum administracyjnego rejonu (Chomutowka), 113 km od Kurska.
W granicach miejscowości znajdują się 2 posesje.

## Historia
Do czasu reformy administracyjnej w roku 2010 osiedle Krasnyj Pachar znajdowało się w sielsowiecie amońskim. W tymże roku doszło do włączenia sielsowietów klewieńskiego i amońskiego do sielsowietu kalinowskiego.

## Demografia
W 2010 r. miejscowość nie posiadała mieszkańców.